# Scapophyllia cylindrica
Espèce
Statut CITES
Scapophyllia cylindrica est une espèce de coraux appartenant à la famille des Merulinidae.